# جولین فرت
جولین فرت (انگلیسی: Julien Féret؛ زادهٔ ۵ ژوئیهٔ ۱۹۸۲) بازیکن فوتبال اهل فرانسه است که در پست هافبک بازی می‌کرد.
از باشگاه‌هایی که در آن بازی کرده‌است می‌توان به باشگاه فوتبال نانسی، باشگاه فوتبال رن، باشگاه فوتبال کان، باشگاه فوتبال اوسر، و باشگاه فوتبال استاد رنس اشاره کرد.
وی همچنین در تیم ملی فوتبال Brittany بازی کرده‌است.